# Legenda (soi de struguri)
Legenda este un soi de struguri roz pentru vin. A fost creat în cadrul Institutului Național de Viticultură și Vinificație al Republicii Moldova în anul 1975 prin încrucișarea soiului de masă Royal Vineyard cu soiul Traminer roz de către cercetătorii N. Guzun, T. Olari, M. Țîpko, P. Nedov, B. Găină. A fost omologat în 2003.

## Caractere ampelografice
Legenda este un soi cu creștere medie-viguroasă. Frunzele sunt trilobate, reniforme (formă de rinichi), de mărime medie. Floarea este bisexuată. Strugurii sunt de mărime medie (140–260 g), mediu compacți, de formă conică. Bobițele sunt rotunde, de culoare roz, de mărime medie, cu pulpa zemoasă, cu gust specific și arome originale la maturare. Sucul este incolor.

## Caracterizarea agrobiologică
Durata perioadei de vegetație de la dezmugurire și până la maturarea tehnică a strugurilor este de 150 de zile. Maturarea lăstarilor este bună, lăstarii fertili constituind 90%. 
Producția de struguri variază de la 12 la 15 t/ha, conținutul de zaharuri în must – 190–205 g/dm3, aciditatea fiind de 6–8 g/dm3. Este un soi cu rezistență sporită la boli, ger (-23 °C) și la condițiile de iernare, cu capacitate înaltă de regenerare. Este cultivat prin vițe altoite, preponderent pe următoarele portaltoiuri: RxR 101-14, BxR Cober 5BB și BxR SO4.
Soiul Legenda este destinat pentru producerea vinurilor albe seci de calitate, fiind folosit și ca materie primă pentru producerea vinurilor spumante și cupajate. Vinurile posedă aromă bogată de flori, tămâioasă, cu gust plin și proaspăt.